# Autophila magnifica
Autophila magnifica là một loài bướm đêm trong họ Erebidae.